# Юліус Гаймберг
Юліус Гаймберг (нім. Julius Heimberg; 19 вересня 1897, Нінбург — 22 лютого 1975, Гамбург) — німецький військово-морський інженер, контрадмірал-інженер крігсмаріне (1 листопада 1944).

## Біографія
Здобув вищу інженерну освіту. 1 квітня 1917 року вступив на флот військовим інженером. Учасник Першої світової війни. Після демобілізації армії залишений на флоті. З 3 січня 1922 року — вахтовий інженер на крейсері «Гамбург», з 1 квітня 1924 року — інженер в штабі 4-го батальйону берегової охорони. 11 жовтня 1925 року зарахований в розпорядження начальника Морського керівництва; одночасно, перебуваючи в Берліні, відвідував лекції у Вищому технічному училищі. З 27 квітня 1929 року направлений на споруджуваний крейсер «Кельн», з 15 січня 1930 року — 1-й вахтовий інженер. 6 жовтня 1930 року переведений в торпедний відділ військово-морських верфей у Вільгельмсгафені. З 22 вересня 1932 року — інструктор військово-морського училища в Кілі. 4 жовтня 1934 року призначений на споруджуваний броненосець «Адмірал граф Шпее», з 6 січня 1936 року — головний інженер. З 2 жовтня 1936 року — радник Головного управління кораблебудування, 1 грудня 1938 року очолив Відділ парових машин. 22 січня 1941 року призначений флотським інженером в штабі 2-го адмірала чинного флоту, а 13 червня 1941 року — флотським інженером всього діючого флоту. Гаймберг виконував обов'язки флотського інженера понад 2 роки, а 16 серпня 1943 року став членом кораблебудівної комісії ОКМ. 1 листопада 1944 року поставлений на чолі управлінської групи кораблебудування Головного управління кораблебудування. 10 липня 1945 року заарештований окупаційною владою союзників. 5 червня 1947 року звільнений.

## Нагороди
- Сілезький Орел 2-го ступеня
- Хрест Левенфельда 2-го і 1-го класу
- Почесний хрест ветерана війни з мечами (17 лютого 1935)
- Медаль «За вислугу років у Вермахті» 4-го, 3-го і 2-го класу (18 років; 2 жовтня 1936) — отримав 3 нагороди одночасно.
- Медаль «У пам'ять 1 жовтня 1938 року» (5 жовтня 1940)
- Хрест Воєнних заслуг
  - 2-го класу з мечами (9 лютого 1941)
  - 1-го класу з мечами (20 квітня 1943)
- Залізний хрест
  - 2-го класу (15 квітня 1942)
  - 1-го класу (28 березня 1944)
- Нагрудний знак флоту (20 квітня 1943)